# Maria d'Artois
Maria d'Artois (in francese: Marie d'Artois; 1291 – Wijnendale, 22 gennaio 1365) fu Marchesa consorte di Namur, dal 1308 sino al 1330.

## Origine
Secondo la Continuatio Chronici Guillelmi de Nangiaco, Maria era figlia dell'erede della contea d'Artois Filippo d'Artois e della moglie, Bianca di Bretagna, figlia del conte di Richmond e Duca di Bretagna, Giovanni II e della moglie, Beatrice d'Inghilterra figlia di re d'Inghilterra, duca d'Aquitania e Guascogna, Enrico III d'Inghilterra e di Eleonora di Provenza.
Filippo d'Artois, ancora secondo le Gesta Philippi Tertii Francorum Regis, era figlio ed erede del conte d'Artois Roberto II d'Artois, e della moglie, Amicie de Courtenay, figlia di Pietro I di Courtenay-Champignelles (1218 - † 1250), signore di Conches e Mehun, e di Petronilla de Joigny.

## Biografia
Nel 1308 fu concordato il matrimonio di Maria col Marchese di Namur, Giovanni I; la Continuatio Chronici Guillelmi de Nangiaco, riporta che Margherita di Clermont, la prima moglie di Giovanni I mori, nel 1308, senza avergli dato figli, e che Giovanni si risposò, in seconde nozze con Maria;
Secondo la Chronique normande du XIVe siècle, Giovanni era il figlio primogenito del Conte di Fiandra e Marchese di Namur, Guido I e della sua seconda moglie, la marchesa di Namur, Isabella, che, secondo la Histoire généalogique de la maison royale de Dreux (Paris), Luxembourg, era figlia del conte di Lussemburgo, di La Roche e di Arlon, Enrico V e della moglie, Margherita di Bar (1220 - 1275), che ancora secondo la Histoire généalogique de la maison royale de Dreux (Paris), Luxembourg, era figlia di Enrico II di Bar conte di Bar e di Filippa di Dreux, discendente (pronipote) dal re Luigi VI di Francia, figlia di Roberto II di Dreux e di Yolanda di Coucy.
Maria, nel 1330, rimase vedova; Giovanni morì a Parigi, e, secondo il Nécrologe de l'abbaye de Floreffe, Giovanni (Johannis de Flandria comitis Namurcensis) morì il 10 febbraio (IV Id Feb).
Gli succedette il figlio primogenito Giovanni, come Giovanni II.
Suo figlio, Giovanni II, decise di prendere parte alla guerra contro i popoli idolatri della Prussia, dove non arrivò, poiché morì durante il viaggio, nel mese di aprile del 1335.
Essendo Giovanni II senza discendenza, Guido, maschio secondogenito, gli succedette come Guido II.
Guido fu marchese di Namur per meno di un anno, in quanto, nel mese di marzo del 1336, partecipando ad un torneo subì una ferita che lo condusse alla morte.
Essendo Guido II senza discendenza gli succedette il fratello, Filippo; secondo la Opera diplomatica et historica, tomus primus di Auberti Miraei, Filippo gli succedette, per espressa volontà testamentaria di Guido; in una nota aggiuntiva spiega che Filippo, il quartogenito, gli succedette in quanto il terzogenito, Enrico, era già morto (Henrico jam defuncto).
Sempre la Opera diplomatica et historica, tomus primus di Auberti Miraei, riporta che Filippo avrebbe voluto raggiungere il cognato, Magnus IV Eriksson, monarca del Regno di Svezia, re di Norvegia e re di Skåne, marito di sua sorella Bianca (1316 † 1363), ma che poi preferì recarsi in Terra santa, dove non giunse in quanto decedette a Famagosta nell'isola di Cipro, dove fu sepolto dai francescani; secondo la Histoire du comté de Namur, Filippo , sbarcato a Cipro, ebbe un comportamento inaccettabile tanto che fu massacrato con trenta suoi compagni, dagli abitanti di Famagosta.
A Filippo III succedette Guglielmo, di soli tredici anni.
Maria continuò a definirsi contessa di Namour (Marie d’Artoys contesse de Namur), come nel documento n° 66, datato 1343, del Cartulaire de la commune de Namur, Parte 2.
La situazione finanziaria del marchesato non era florida; nel 1356, Maria, secondo il documento n° 74 del Cartulaire de la commune de Namur, tome II dovette garantire per un prestito ricevuto dal figlio, Guglielmo I, e, con secondo documento, il n° 75, Guglielmo riconosce di aver ricevuto la somma di 6.000 fiorini.
Secondo il Cartulaire de la commune de Namur, Parte 2, Maria fece testamento il 18 gennaio 1365, dove chiese di essere sepolta nella chiesa dei Francescani di Namur, destinando la somma di 1000 
scudi, per una tomba in marmo; poco giorni dopo il 22 gennaio e morì.

## Figli
Maria a Giovanni diede undici figli:
- Giovanni (1311 † 1335), Marchese di Namur[10];
- Guido (1312 † 1336), Marchese di Namur[10];
- Enrico (1313 † 1333), canonico
- Bianca (1316 † 1363), che sposò Magnus IV Eriksson[15], monarca del Regno di Svezia, re di Norvegia e re di Skåne;
- Filippo (1319 † 1337), Marchese di Namur[10];
- Maria (1322 † 1357) che sposò, nel 1336 Enrico II di Vianden, poi, nel 1342, Tebaldo di Bar († 1354), signore di Pierrepont, come risulta dal documento, datato 1402 della Histoire généalogique de la maison de Dreux de Bar le Duc, de Luxembourg et de Limbourg[23];
- Margherita (1323 † 1383), suora a Peteghem;
- Guglielmo (1324 † 1391), Marchese di Namur[16];
- Roberto (1325 – 1391), signore di Beaufort e di Renaix[10];
- Luigi (1325 † tra il 1378 e il 1386), signore di Peteghem e di Bailleul, sposò, nel 1365 Isabella di Pierrepont, comtessa di Roucy;
- Elisabetta (1329 † 1382), che sposò, nel 1342 Roberto († 1390), elettore palatino del Reno[24].

## Ascendenza
|                         |                        |                          | Genitori                           |  |  | Nonni |  |  | Bisnonni           |  |  | Trisnonni             |  |
|                         |                        |                          |                                    |  |  |       |  |  | Roberto I d'Artois |  |  | Luigi VIII di Francia |  |
|                         |                        |                          |                                    |  |  |       |  |  | Roberto I d'Artois |  |  | Luigi VIII di Francia |  |
|                         |                        | Bianca di Castiglia      |                                    |  |  |       |  |  | Roberto I d'Artois |  |  |                       |  |
| Roberto II d'Artois     |                        |                          |                                    |  |  |       |  |  | Roberto I d'Artois |  |  |                       |  |
|                         |                        | Matilde di Brabante      | Enrico II di Brabante              |  |  |       |  |  |                    |  |  |                       |  |
|                         |                        | Matilde di Brabante      | Enrico II di Brabante              |  |  |       |  |  |                    |  |  |                       |  |
|                         |                        | Matilde di Brabante      | Maria di Svevia                    |  |  |       |  |  |                    |  |  |                       |  |
| Filippo d'Artois        |                        | Matilde di Brabante      |                                    |  |  |       |  |  |                    |  |  |                       |  |
|                         |                        | Pietro di Courtenay      | …                                  |  |  |       |  |  |                    |  |  |                       |  |
|                         |                        | Pietro di Courtenay      | …                                  |  |  |       |  |  |                    |  |  |                       |  |
|                         |                        | Pietro di Courtenay      | …                                  |  |  |       |  |  |                    |  |  |                       |  |
| Amicie di Courtenay     |                        | Pietro di Courtenay      |                                    |  |  |       |  |  |                    |  |  |                       |  |
|                         |                        | Patronilla di Joigny     | …                                  |  |  |       |  |  |                    |  |  |                       |  |
|                         |                        | Patronilla di Joigny     | …                                  |  |  |       |  |  |                    |  |  |                       |  |
|                         |                        | Patronilla di Joigny     | …                                  |  |  |       |  |  |                    |  |  |                       |  |
| Maria d'Artois          |                        | Patronilla di Joigny     |                                    |  |  |       |  |  |                    |  |  |                       |  |
|                         | Giovanni I di Bretagna | Pietro I di Bretagna     |                                    |  |  |       |  |  |                    |  |  |                       |  |
|                         | Giovanni I di Bretagna | Pietro I di Bretagna     |                                    |  |  |       |  |  |                    |  |  |                       |  |
|                         | Giovanni I di Bretagna | Alice di Thouars         |                                    |  |  |       |  |  |                    |  |  |                       |  |
| Giovanni II di Bretagna | Giovanni I di Bretagna |                          |                                    |  |  |       |  |  |                    |  |  |                       |  |
|                         |                        | Bianca di Navarra        | Tebaldo I di Navarra               |  |  |       |  |  |                    |  |  |                       |  |
|                         |                        | Bianca di Navarra        | Tebaldo I di Navarra               |  |  |       |  |  |                    |  |  |                       |  |
|                         |                        | Bianca di Navarra        | Agnese di Beaujeu                  |  |  |       |  |  |                    |  |  |                       |  |
| Bianca di Bretagna      |                        | Bianca di Navarra        |                                    |  |  |       |  |  |                    |  |  |                       |  |
|                         |                        | Enrico III d'Inghilterra | Giovanni d'Inghilterra             |  |  |       |  |  |                    |  |  |                       |  |
|                         |                        | Enrico III d'Inghilterra | Giovanni d'Inghilterra             |  |  |       |  |  |                    |  |  |                       |  |
|                         |                        | Enrico III d'Inghilterra | Isabella d'Angoulême               |  |  |       |  |  |                    |  |  |                       |  |
| Beatrice d'Inghilterra  |                        | Enrico III d'Inghilterra |                                    |  |  |       |  |  |                    |  |  |                       |  |
|                         |                        | Eleonora di Provenza     | Raimondo Berengario IV di Provenza |  |  |       |  |  |                    |  |  |                       |  |
|                         |                        | Eleonora di Provenza     | Raimondo Berengario IV di Provenza |  |  |       |  |  |                    |  |  |                       |  |
|                         |                        | Eleonora di Provenza     | Beatrice di Savoia                 |  |  |       |  |  |                    |  |  |                       |  |
|                         |                        | Eleonora di Provenza     |                                    |  |  |       |  |  |                    |  |  |                       |  |

### Fonti primarie
- (LA)  Chronicles of the reigns of Edward I. and Edward II, Annales Londonienses.
- (FR)  Cartulaire de la commune de Namur, Parte 2
- (LA, FR)  Histoire généalogique de la maison de Bar le Duc
- (LA)  Opera diplomatica et historica, tomus primus
- (LA)  Recueil des historiens des Gaules et de la France. Tome 20.
- (FR)  Cartulaire de la commune de Namur,Tome II.
- (LA, DE)  Quellensammlung der badischen Landesgeschichte, Volume 1
- (LA, FR)  Nécrologe de l'abbaye de Floreffe, de l'ordre de Prémontré, au diocèse de Namur Archiviato il 22 dicembre 2017 in Internet Archive.

### Letteratura storiografica
- (FR)  Histoire du comté de Namur
- (FR)  Histoire généalogique de la maison royale de Dreux (Paris), Luxembourg.
- (FR)  Chronique normande du XIVe siècle.
- (EN)  Queens and Queenship in Medieval Europe